# Kårordförande
Kårordförande, ordförande för en studentkår vid universitet eller högskola. Befattningen är oftast av både strategisk och verkställande karaktär. Utses via kårval som kan vara organiserade på olika sätt. Kårordförandens uppgifter är generellt att bevaka studenternas intressen i olika frågor både mot skolan och omvärlden. Kårordförande kunde också ses som en primus inter pares bland studenterna när det fortfarande var obligatoriskt att som student vara medlem i kåren (kårobligatoriet avskaffades 2010).
Begreppet "kårordförande emeritus" används studentikost och mera skämtsamt för f.d. kårordförande inom vissa studentkårer.